# Роза (Венето)
Роза (итал. Rosà) је насеље у Италији у округу Виченца, региону Венето.
Према процени из 2011. у насељу је живело 12.548 становника. Насеље се налази на надморској висини од 76 м.

## Становништво
Према резултатима пописа становништва 2011. у општини је живело 14.071 становника.
| 1931. | 1936. | 1951. | 1961. | 1971.  | 1981.  | 1991.  | 2001.  | 2011.  |
| ----- | ----- | ----- | ----- | ------ | ------ | ------ | ------ | ------ |
| 7.689 | 8.075 | 8.973 | 9.160 | 10.227 | 11.277 | 12.021 | 12.516 | 14.071 |

## Партнерски градови
- Шалштат, Vietmannsdorf